# Кнуд Марстранд Крістіансен
Кнуд Марстранд Крістіансен (дан. Knud Marstrand Christiansen) (бл. 1910 — дата смерті невідома) — данський підприємець і Праведник народів світу. Разом із дружиною Карен допомагав євреям рятуватися від нацистських переслідувань у часи Другої світової війни.

## Біографія
Кнуд Марстранд Крістіансен мешкав разом із дружиною Карен у центрі Копенгагена. Йому було близько 30 років, і він мав успішний бізнес із виробництва шкіряних виробів.
У вересні 1943 року, коли в Данії поширилися чутки про те, що нацисти готуються депортувати єврейське населення, до Кнуда звернувся Макс Равічер — єврейський біженець із Німеччини. Він вийшов на Крістіансена через спільних ділових партнерів.

## Порятунок євреїв
Кнуд і Карен негайно прихистили Макса у своєму домі. Пізніше Кнуд перевіз його до будинку свого тестя, доктора Голгара Расмуссена, який був особистим лікарем короля Данії. Після перевірки узбережжя, якою займався брат Кнуда Йорген, Крістіансен на невеликому човні переправив Макса Равічера з Данії до Швеції. Там Равічер приєднався до близько 600 євреїв, яких перевіз Данський рух опору.
Подружжя Крістіансенів неодноразово повторювало цей маршрут, допомагаючи рятувати єврейські родини. Зокрема, Кнуд попередив братів Філіпсонів — знайомих ковалів — не повертатися додому. Вони не повірили, залишилися в себе й були заарештовані. Завдяки підкупу чиновників Кнуд зумів визволити їх з-під варти й переправити до безпечного місця.
Також Марстранди допомогли родині Літманів, єврейських біженців з Німеччини, перетнути кордон і врятуватися від депортації.

## Визнання
За відвагу та гуманізм, проявлені під час Голокосту, 18 липня 2005 року Яд Вашем надав Кнуду Марстранду Крістіансену та його дружині Карен почесне звання Праведники народів світу.